# Onthophagus fujiokai
Onthophagus fujiokai là một loài bọ cánh cứng trong họ Bọ hung (Scarabaeidae).